# John W. Kern

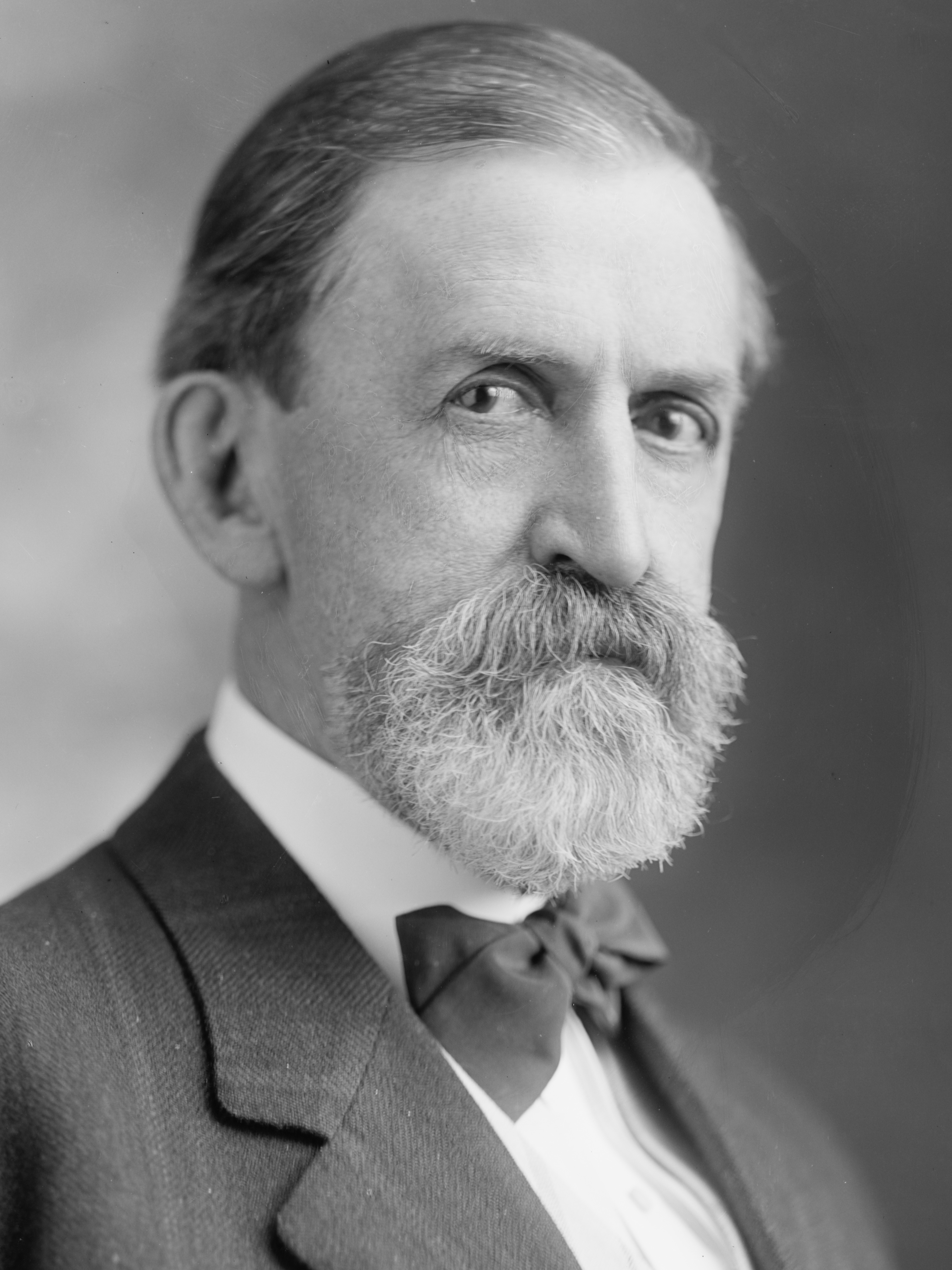
John W. Kern

John Worth Kern (* 20. Dezember 1849 in Alto, Howard County, Indiana; † 17. August 1917 in Asheville, North Carolina) war ein US-amerikanischer Politiker, der den Bundesstaat Indiana im US-Senat vertrat. Er war der Kandidat der Demokratischen Partei für die Vizepräsidentschaft an der Seite von William Jennings Bryan bei der Präsidentschaftswahl 1908.

## Beruflicher und politischer Werdegang
John Kern besuchte die öffentlichen Schulen von Indiana und das Normal College in Kokomo; danach war er als Lehrer tätig. 1869 machte er seinen juristischen Abschluss an der University of Michigan, woraufhin er noch im selben Jahr in die Anwaltskammer aufgenommen wurde und in Kokomo zu praktizieren begann. Von 1871 bis 1884 war er Prozessanwalt dieser Stadt; zwischen 1885 und 1889 war er als Protokollführer am Obersten Gerichtshof von Indiana beschäftigt.
Kerns erste Bewerbung um ein politisches Amt verlief erfolglos: 1870 verfehlte er die Wahl ins Repräsentantenhaus von Indiana. Zwischen 1893 und 1897 saß er dann im Senat seines Staates; zur selben Zeit übte er den Posten des stellvertretenden Bundesstaatsanwaltes für Indiana aus. Von 1897 bis 1901 arbeitete er als Verfahrensbevollmächtigter (City Solicitor) für die Stadt Indianapolis. Zwei Kandidaturen als Gouverneur von Indiana schlugen in den Jahren 1900 und 1904 fehl. Nach der zweiten Niederlage arbeitete Kern wieder als Rechtsanwalt, reiste nach Europa und verbrachte – gesundheitlich angeschlagen – sechs Monate in einem Sanatorium in Asheville (North Carolina).

## Kandidat für die Vizepräsidentschaft und Senator
Im Vorfeld der Präsidentschaftswahl des Jahres 1908 einigte sich die Demokratische Partei auf John Kern als Kompromisskandidaten an der Seite von William Jennings Bryan aus Nebraska, der sich zum dritten Mal um die Präsidentschaft bewarb. Bei der Democratic National Convention in Denver erhielt er im Gegensatz zu Bryan, gegen den John Albert Johnson aus Minnesota antrat, sämtliche 1002 Delegiertenstimmen. Bei der Wahl am 3. November erlitten die Demokraten jedoch eine deutliche Niederlage. William Howard Taft und sein Running mate James S. Sherman erhielten 321 Wahlmännerstimmen, Bryan und Kern lediglich 162.
Kern hatte sich zeitgleich um die demokratische Nominierung als US-Senator beworben, war jedoch Benjamin F. Shively unterlegen. Zwei Jahre später wählte ihn die Legislative von Indiana dann aber doch in den Kongress, wo er sein Mandat ab dem 4. März 1911 wahrnahm. An der Seite Shivelys zählte Kern fortan zum progressiven Flügel der Demokraten im Senat und engagierte sich gegen die konservative Parteispitze. Ab 1912 spielte er in den Bemühungen der progressiven Demokraten um eine Reform der Partei eine wesentliche Rolle. Nach dem Sieg von Woodrow Wilson bei der Präsidentschaftswahl dieses Jahres und dem gleichzeitigen Einzug weiterer elf progressiver Parteifreunde in den Senat wurde Kern zum Majority Leader der Demokraten gewählt. Diesen Posten hatte er von 1913 bis 1917 inne.
Als Mehrheitsführer kam Kern eine Schlüsselfunktion bei der Reform des Senats und seiner Partei zu. Er arbeitete eng mit Präsident Wilson zusammen und besuchte diesen auch öfter privat. Im Senat trug er Sorge dafür, dass Wilsons Gesetzesinitiativen angenommen wurden, darunter eine Zollreform, ein Kartellgesetz, die Einrichtung der Federal Trade Commission und die erstmalige Erhebung einer Einkommensteuer, die durch den 16. Verfassungszusatz geregelt wurde.
Nach sechs Jahren musste Kern jedoch am 3. März 1917 wieder aus dem Senat ausscheiden. Bei der Direktwahl in Indiana, für deren Einführung durch den 17. Verfassungszusatz er sich zuvor eingesetzt hatte, war er dem Republikaner Harry S. New unterlegen. Auf Drängen von William Jennings Bryan erwog Präsident Wilson, Kern in ein hohes öffentliches Amt zu berufen, doch der ehemalige Senator verstarb bereits fünf Monate nach dem Ende seiner Kongresslaufbahn in Asheville. Zunächst auf dem Landsitz seiner Familie nahe Hollins (Virginia) bestattet, wurde Kerns Leichnam zwölf Jahre später auf dem Crown Hill Cemetery in Indianapolis ein zweites Mal beigesetzt.